# Tajlandia na Letnich Igrzyskach Olimpijskich 2024
Tajlandia na Letnich Igrzyskach Olimpijskich 2024 – występ kadry sportowców reprezentujących Tajlandię na igrzyskach olimpijskich, które odbyły się w Paryżu we Francji, w dniach 26 lipca – 11 sierpnia 2024.
Reprezentacja Tajlandii liczyła piędziesiocioro dwoje zawodników – dwadzieścia siedem kobiet i dwudziestu pięciu mężczyzn, którzy wystąpili w 16 dyscyplinach.
Był to osiemnasty start Tajlandii na letnich igrzyskach olimpijskich.

## Zdobyte medale
Tajowie zdobyli sześć medali – 1 złoty, 3 srebrne i 2 brązowe w 4 dyscyplinach. Najwięcej medali zdobyli sztangiści – 2 srebrne i 1 brązowy. Kobiety wywalczyły 3 medale – 1 złoty i 2 brązowe. Mężczyźni również zdobyli 3 medale – wszystkie srebrne.
Najbardziej utytułowanym tajskim zawodnikiem igrzysk została taekwondystka Panipak Wongpattanakit – jedyna tajska mistrzyni olimpijska w 2024.
Był to czwarty wynik w dotychczasowej historii startów tego państwa na letnich igrzyskach olimpijskich i najlepszy występ od igrzysk w Rio de Janeiro w 2016.
| Data       | Medal  | Zawodnik             | Dyscyplina           | Konkurencja            |
| ---------- | ------ | -------------------- | -------------------- | ---------------------- |
| 5 sierpnia | Srebro | Kunlavut Vitidsarn   | Badminton            | singel (m)             |
| 6 sierpnia | Brąz   | Janjaem Suwannapheng | Boks                 | kategoria do 66 kg (k) |
| 7 sierpnia | Złoto  | Geno Petriaszwili    | Taekwondo            | kategoria do 49 kg (k) |
| 7 sierpnia | Srebro | Theerapong Silachai  | Podnoszenie ciężarów | kategoria do 61 kg (m) |
| 7 sierpnia | Brąz   | Surodchana Khambao   | Podnoszenie ciężarów | kategoria do 49 kg (k) |
| 8 sierpnia | Srebro | Weeraphon Wichuma    | Podnoszenie ciężarów | kategoria do 73 kg (m) |

## Reprezentanci

### Badminton
| Zawodnik                                        | Konkurencja | Faza grupowa                           | Faza grupowa                                  | Faza grupowa                       | Faza grupowa | 1/8 finału                            | Ćwierćfinały                | Półfinały            | Finał                    | Finał  | Źródło      |
| Zawodnik                                        | Konkurencja | Przeciwnik Wynik                       | Przeciwnik Wynik                              | Przeciwnik Wynik                   | Poz.         | Przeciwnik Wynik                      | Przeciwnik Wynik            | Przeciwnik Wynik     | Przeciwnik Wynik         | Poz.   | Źródło      |
| ----------------------------------------------- | ----------- | -------------------------------------- | --------------------------------------------- | ---------------------------------- | ------------ | ------------------------------------- | --------------------------- | -------------------- | ------------------------ | ------ | ----------- |
| Ratchanok Intanon                               | singel (k)  | Tan W (21–8, 21–8)                     | Tai W (21–19, 21–15)                          | —                                  | 1. Q         | BYE                                   | Tunjung P (23–25, 9–21)     | NQ                   | NQ                       | NQ     | [ 1 ]       |
| Supak Jomkoh, Kittinupong Kedren                | debel (m)   | C. Popov / T. Popov W (21–14, 21–19)   | Král / Mendrek W (21–10, 21–13)               | Kang / Seo P (16–21, 15–21)        | 2. Q         | —                                     | Lee / Wang P (14–21, 17–21) | NQ                   | NQ                       | NQ     | [ 2 ] [ 3 ] |
| Supanida Katethong                              | singel (k)  | Vieira W (21–16, 21–19)                | Lo W (21–14, 21–9)                            | —                                  | 1. Q         | Yamaguchi P (6–21, 13–21)             | NQ                          | NQ                   | NQ                       | NQ     | [ 4 ]       |
| Jongkolphan Kititharakul, Rawinda Prajongjai    | debel (k)   | Lambert / Tran W (12–21, 21–13, 21–15) | Fruergaard / Thygesen P (22–20, 21–23, 22–24) | Baek / Lee P (9–21, 14–21)         | 3.           | NQ                                    | NQ                          | NQ                   | NQ                       | NQ     | [ 5 ] [ 6 ] |
| Dechapol Puavaranukroh, Sapsiree Taerattanachai | mikst       | Tabeling / Piek W (21–14, 21–16)       | Mammeri / Mammeri W (21–14, 21–9)             | Seo / Chae P (16–21, 21–10, 15–21) | 2. Q         | Watanabe / Higashino P (21–23, 14–21) | NQ                          | NQ                   | NQ                       | NQ     | [ 7 ] [ 8 ] |
| Kunlavut Vitidsarn                              | singel (m)  | Paul W (21–9, 21–12)                   | Koljonen W (21–4, 8–0) RET                    | —                                  | 1 Q          | Nishimoto W (16–21, 21–14, 21–12)     | Shi W (21–12, 21–10)        | Lee W (21–14, 21–15) | Axelsen P (11–21, 11–21) | srebro | [ 9 ]       |

### Boks
| Zawodnik             | Konkurencja  | 1/16             | 1/8                  | Ćwierćfinał      | Półfinał         | Finał            | Finał   | Źródło |
| Zawodnik             | Konkurencja  | Przeciwnik Wynik | Przeciwnik Wynik     | Przeciwnik Wynik | Przeciwnik Wynik | Przeciwnik Wynik | Miejsce | Źródło |
| -------------------- | ------------ | ---------------- | -------------------- | ---------------- | ---------------- | ---------------- | ------- | ------ |
| Jutamas Jitpong      | -54 kg (k)   | Ćirković W 4–1   | Bertal P 2–3         | NQ               | NQ               | NQ               | NQ      | [ 10 ] |
| Weerapon Jongjoho    | -80 kg (m)   | Pinales P 0–5    | NQ                   | NQ               | NQ               | NQ               | NQ      | [ 11 ] |
| Baison Manikon       | -75 kg (k)   | —                | Michel P 0–5         | NQ               | NQ               | NQ               | NQ      | [ 12 ] |
| Thitisan Panmod      | -51 kg (m)   | —                | Varela de Pina P 1–4 | NQ               | NQ               | NQ               | NQ      | [ 13 ] |
| Chuthamat Raksat     | -50 kg (k)   | —                | Bobokulova W 5–0     | Wu P 0–5         | NQ               | NQ               | NQ      | [ 14 ] |
| Bunjong Sinsiri      | -63,5 kg (m) | —                | Cova W 5–0           | Álvarez P 0–5    | NQ               | NQ               | NQ      | [ 15 ] |
| Thananya Somnuek     | -60 kg (k)   | Sadiku P 2–3     | NQ                   | NQ               | NQ               | NQ               | NQ      | [ 16 ] |
| Janjaem Suwannapheng | -66 kg (k)   | —                | Mbabi W 4–1          | Sürmeneli W 4–1  | Khelif P 0–5     | NQ               | brąz    | [ 17 ] |

### Golf
| Zawodnik             | Konkurencja | Runda 1 | Runda 2 | Runda 3 | Runda 4 | Łącznie | Łącznie | Łącznie | Źródło |
| Zawodnik             | Konkurencja | Wynik   | Wynik   | Wynik   | Wynik   | Wynik   | Par     | Pozycja | Źródło |
| -------------------- | ----------- | ------- | ------- | ------- | ------- | ------- | ------- | ------- | ------ |
| Kiradech Aphibarnrat | mężczyźni   | 74      | 73      | 72      | 71      | 290     | +6      | 54.     | [ 18 ] |
| Phachara Khongwatmai | mężczyźni   | 70      | 75      | 74      | WD      | —       | —       | —       | [ 19 ] |
| Patty Tavatanakit    | kobiety     | 76      | 71      | 68      | 75      | 290     | +2      | T29.    | [ 20 ] |
| Atthaya Thitikul     | kobiety     | 72      | 69      | 69      | 76      | 286     | −2      | T18.    | [ 21 ] |

### Jeździectwo
Skoki przez przeszkody
| Zawodnik                 | Konkurencja   | Koń                  | Kwalifikacje | Kwalifikacje | Kwalifikacje | Finał | Finał | Finał   | Źródło |
| Zawodnik                 | Konkurencja   | Koń                  | Kary         | Czas         | Pozycja      | Kary  | Czas  | Pozycja | Źródło |
| ------------------------ | ------------- | -------------------- | ------------ | ------------ | ------------ | ----- | ----- | ------- | ------ |
| Janakabhorn Karunayadhaj | indywidualnie | Maxwin Kinmar Agalux | EL           | —            | —            | NQ    | NQ    | NQ      | [ 22 ] |

### Judo
| Zawodnik        | Konkurencja | 1/16             | 1/8              | Ćwierćfinał      | Półfinał         | Repasaże         | Finał / 3. miejsce | Finał / 3. miejsce | Źródła |
| Zawodnik        | Konkurencja | Przeciwnik Wynik | Przeciwnik Wynik | Przeciwnik Wynik | Przeciwnik Wynik | Przeciwnik Wynik | Przeciwnik Wynik   | Pozycja            | Źródła |
| --------------- | ----------- | ---------------- | ---------------- | ---------------- | ---------------- | ---------------- | ------------------ | ------------------ | ------ |
| Masayuki Terada | -73 kg (m)  | Metellus W 11–0  | Lombardo P 0–1   | NQ               | NQ               | NQ               | NQ                 | NQ                 | [ 23 ] |

### Kolarstwo

#### BMX
Wyścig
| Zawodnik         | Konkurencja | Ćwierćfinał | Ćwierćfinał | Repasaż | Repasaż | Półfinał | Półfinał | Finał | Finał   | Pozycja | Źródło |
| Zawodnik         | Konkurencja | Wynik       | Miejsce     | Wynik   | Miejsce | Wynik    | Miejsce  | Wynik | Miejsce | Pozycja | Źródło |
| ---------------- | ----------- | ----------- | ----------- | ------- | ------- | -------- | -------- | ----- | ------- | ------- | ------ |
| Apisit Jaiyoo    | mężczyźni   | DNS         | DNS         | DNS     | DNS     | DNS      | DNS      | DNS   | DNS     | DNS     | [ 24 ] |
| Komet Sukprasert | mężczyźni   | 23.         | 23.         | NQ      | NQ      | NQ       | NQ       | NQ    | NQ      | 23.     | [ 25 ] |

#### Kolarstwo szosowe
| Zawodnik               | Konkurencja                    | Czas     | Pozycja | Źródło |
| ---------------------- | ------------------------------ | -------- | ------- | ------ |
| Thanakhan Chaiyasombat | wyścig ze startu wspólnego (m) | DNF      | DNF     | [ 26 ] |
| Phetdarin Somrat       | wyścig ze startu wspólnego (k) | 4:13:42  | 78.     | [ 27 ] |
| Phetdarin Somrat       | jazda indywidualna na czas (k) | 47:25.11 | 34.     | [ 27 ] |

#### Kolarstwo torowe
Keirin
| Zawodnik          | Konkurencja | Eliminacje | Repesaże | Ćwierćfinały | Półfinały | Finał   | Źródło |
| Zawodnik          | Konkurencja | Miejsce    | Miejsce  | Miejsce      | Miejsce   | Miejsce | Źródło |
| ----------------- | ----------- | ---------- | -------- | ------------ | --------- | ------- | ------ |
| Jai Angsuthasawit | mężczyźni   | 4.         | 3.       | NQ           | NQ        | NQ      | [ 28 ] |

Sprint
| Zawodnik          | Konkurencja | Kwalifikacje         | Kwalifikacje | Runda 1                         | Repesaż 1                       | Runda 2                         | Repasaż 2                       | Runda 3                         | Repasaż 3                       | Ćwierćfinały                    | Półfinały                       | Finał / 3. miejsce              | Finał / 3. miejsce | Źródło |
| Zawodnik          | Konkurencja | Czas Prędkość (km/h) | Poz.         | Przeciwnik Czas Prędkość (km/h) | Przeciwnik Czas Prędkość (km/h) | Przeciwnik Czas Prędkość (km/h) | Przeciwnik Czas Prędkość (km/h) | Przeciwnik Czas Prędkość (km/h) | Przeciwnik Czas Prędkość (km/h) | Przeciwnik Czas Prędkość (km/h) | Przeciwnik Czas Prędkość (km/h) | Przeciwnik Czas Prędkość (km/h) | Poz.               | Źródło |
| ----------------- | ----------- | -------------------- | ------------ | ------------------------------- | ------------------------------- | ------------------------------- | ------------------------------- | ------------------------------- | ------------------------------- | ------------------------------- | ------------------------------- | ------------------------------- | ------------------ | ------ |
| Jai Angsuthasawit | mężczyźni   | 9.898 (72.742)       | 27.          | NQ                              | NQ                              | NQ                              | NQ                              | NQ                              | NQ                              | NQ                              | NQ                              | NQ                              | NQ                 | [ 28 ] |

### Lekkoatletyka

#### Konkurencje biegowe
| Zawodnik        | Konkurencja       | Runda 1 | Runda 1 | Runda 2 | Runda 2 | Półfinał | Półfinał | Finał | Finał   | Źródło |
| Zawodnik        | Konkurencja       | Wynik   | Miejsce | Wynik   | Miejsce | Wynik    | Miejsce  | Wynik | Miejsce | Źródło |
| --------------- | ----------------- | ------- | ------- | ------- | ------- | -------- | -------- | ----- | ------- | ------ |
| Puripol Boonson | bieg na 100 m (m) | —       | —       | 10.13   | 25. Q   | 10.14    | 21.      | NQ    | NQ      | [ 29 ] |

#### Konkurencje techniczne
| Zawodnik         | Konkurencja      | Kwalifikacje | Kwalifikacje | Finał | Finał   | Źródło |
| Zawodnik         | Konkurencja      | Wynik        | Miejsce      | Wynik | Miejsce | Źródło |
| ---------------- | ---------------- | ------------ | ------------ | ----- | ------- | ------ |
| Subenrat Insaeng | rzut dyskiem (k) | 58.07        | 30.          | NQ    | NQ      | [ 30 ] |

### Pięciobój nowoczesny
| Zawodnik       | Konkurencja | Szermierka | Szermierka | Szermierka | Szermierka | Pływanie | Pływanie | Pływanie | Jazda konna | Jazda konna | Jazda konna | Jazda konna | Kombinacja: strzelanie/bieg przełajowy | Kombinacja: strzelanie/bieg przełajowy | Kombinacja: strzelanie/bieg przełajowy | Suma punktów | Pozycja | Źródło |
| Zawodnik       | Konkurencja | RK         | RB         | M.         | Punkty     | Czas     | M.       | Punkty   | Kary        | Czas        | M.          | Punkty      | Czas                                   | M.                                     | Punkty                                 | Suma punktów | Pozycja | Źródło |
| -------------- | ----------- | ---------- | ---------- | ---------- | ---------- | -------- | -------- | -------- | ----------- | ----------- | ----------- | ----------- | -------------------------------------- | -------------------------------------- | -------------------------------------- | ------------ | ------- | ------ |
| Phurit Yohuang | mężczyźni   | 185        | 2          | 33.        | 187        | 2:02.18  | 8.       | 306      | 0           | 84.66       | 18.         | 245         | 11:03.33                               | 17.                                    | 637                                    | 1375         | 34.     | [ 31 ] |

### Pływanie
| Zawodnik             | Konkurencja            | Eliminacje | Eliminacje | Półfinał | Półfinał | Finał | Finał | Źródło |
| Zawodnik             | Konkurencja            | Czas       | Poz.       | Czas     | Poz.     | Czas  | Poz.  | Źródło |
| -------------------- | ---------------------- | ---------- | ---------- | -------- | -------- | ----- | ----- | ------ |
| Dulyawat Kaewsriyong | 100 m st. dowolnym (m) | 50.64      | 49.        | NQ       | NQ       | NQ    | NQ    | [ 32 ] |
| Jenjira Srisaard     | 50 m st. dowolnym (k)  | 25.18      | 23.        | NQ       | NQ       | NQ    | NQ    | [ 33 ] |

### Podnoszenie ciężarów
| Zawodnik            | Konkurencja | Rwanie | Rwanie  | Podrzut | Podrzut | Razem  | Pozycja | Źródło |
| Zawodnik            | Konkurencja | Wynik  | Pozycja | Wynik   | Pozycja | Razem  | Pozycja | Źródło |
| ------------------- | ----------- | ------ | ------- | ------- | ------- | ------ | ------- | ------ |
| Duangaksorn Chaidee | +81 kg (k)  | 120 kg | 5.      | 152 kg  | 6.      | 272 kg | 6.      | [ 34 ] |
| Surodchana Khambao  | -49 kg (k)  | 88 kg  | 4.      | 112 kg  | 2.      | 200 kg | brąz    | [ 35 ] |
| Theerapong Silachai | -61 kg (m)  | 132 kg | 3.      | 171 kg  | 2.      | 303 kg | srebro  | [ 36 ] |
| Weeraphon Wichuma   | -73 kg (m)  | 148 kg | 9.      | 198 kg  | 2.      | 346 kg | srebro  | [ 37 ] |

### Skateboarding
| Zawodnik          | Konkurencja | Eliminacje | Eliminacje | Finał | Finał   | Źródło |
| Zawodnik          | Konkurencja | Wynik      | Pozycja    | Wynik | Pozycja | Źródło |
| ----------------- | ----------- | ---------- | ---------- | ----- | ------- | ------ |
| Vareeraya Sukasem | street (k)  | 200.75     | 17.        | NQ    | NQ      | [ 38 ] |

### Strzelectwo
| Zawodnik                | Konkurencja                                   | Kwalifikacje | Kwalifikacje | Finał | Finał   | Źródło |
| Zawodnik                | Konkurencja                                   | Wynik        | Pozycja      | Wynik | Pozycja | Źródło |
| ----------------------- | --------------------------------------------- | ------------ | ------------ | ----- | ------- | ------ |
| Tanyaporn Prucksakorn   | pistolet pneumatyczny, 10 m (k)               | 571          | 21.          | NQ    | NQ      | [ 39 ] |
| Tanyaporn Prucksakorn   | pistolet sportowy, 25 m (k)                   | 580          | 19.          | NQ    | NQ      | [ 39 ] |
| Kamonlak Saencha        | pistolet pneumatyczny, 10 m (k)               | 564          | 36.          | NQ    | NQ      | [ 40 ] |
| Kamonlak Saencha        | pistolet sportowy, 25 m (k)                   | 570          | 33.          | NQ    | NQ      | [ 40 ] |
| Thongphaphum Vongsukdee | karabin małokalibrowy, trzy postawy, 50 m (m) | 578          | 39.          | NQ    | NQ      | [ 41 ] |

### Taekwondo
| Zawodnik               | Konkurencja | 1/8 finału       | Ćwierćfinał      | Półfinał         | Repesaż           | Finał / 3.miejsce | Finał / 3.miejsce | Źródło |
| Zawodnik               | Konkurencja | Przeciwnik Wynik | Przeciwnik Wynik | Przeciwnik Wynik | Przeciwnik Wynik  | Przeciwnik Wynik  | Pozycja           | Źródło |
| ---------------------- | ----------- | ---------------- | ---------------- | ---------------- | ----------------- | ----------------- | ----------------- | ------ |
| Sasikarn Tongchan      | -67 kg (k)  | Santos W 2–0     | Perišić P 0–2    | NQ               | Sobirjonova P 1–2 | NQ                | NQ                | [ 42 ] |
| Banlung Tubtimdang     | -68 kg (m)  | Pérez Polo P 0–2 | NQ               | NQ               | NQ                | NQ                | NQ                | [ 43 ] |
| Panipak Wongpattanakit | -49 kg (k)  | El-Bouchti W 2–0 | Abutaleb W 2–0   | Stojković W 2–0  | —                 | Guo W 2–1         | złoto             | [ 44 ] |

### Tenis stołowy
| Zawodnik                                                  | Konkurencja           | Eliminacje       | Runda 1          | Runda 2          | Runda 3          | 1/8 finału       | Ćwierćfinały     | Półfinały        | Finał            | Finał   | Źródło               |
| Zawodnik                                                  | Konkurencja           | Przeciwnik Wynik | Przeciwnik Wynik | Przeciwnik Wynik | Przeciwnik Wynik | Przeciwnik Wynik | Przeciwnik Wynik | Przeciwnik Wynik | Przeciwnik Wynik | Pozycja | Źródło               |
| --------------------------------------------------------- | --------------------- | ---------------- | ---------------- | ---------------- | ---------------- | ---------------- | ---------------- | ---------------- | ---------------- | ------- | -------------------- |
| Orawan Paranang                                           | singel (k)            | —                | Pesoćka P 3–4    | NQ               | NQ               | NQ               | NQ               | NQ               | NQ               | NQ      | [ 45 ]               |
| Suthasini Sawettabut                                      | singel (k)            | —                | Bajor P 3–4      | NQ               | NQ               | NQ               | NQ               | NQ               | NQ               | NQ      | [ 46 ]               |
| Suthasini Sawettabut, Orawan Paranang, Jinnipa Sawettabut | turniej drużynowy (k) | —                | —                | —                | —                | Francja · W 3–2  | Japonia · P 0–3  | NQ               | NQ               | NQ      | [ 45 ] [ 46 ] [ 47 ] |

### Wioślarstwo
| Zawodnik               | Konkurencja | Eliminacje | Eliminacje | Repasaż | Repasaż | Ćwierćfinały | Ćwierćfinały | Półfinały | Półfinały | Finał   | Finał | Miejsce | Źródło |
| Zawodnik               | Konkurencja | Czas       | M.         | Czas    | M.      | Czas         | M.           | Czas      | M.        | Czas    | M.    | Miejsce | Źródło |
| ---------------------- | ----------- | ---------- | ---------- | ------- | ------- | ------------ | ------------ | --------- | --------- | ------- | ----- | ------- | ------ |
| Premanut Wattananusith | jedynka (m) | 7:25.76    | 6. R       | 7:29.89 | 4. SE/F | —            | —            | 7:48.78   | 3. FE     | 7:18.58 | 6.    | 30.     | [ 48 ] |

### Żeglarstwo
Konkurencje eliminacyjne
| Zawodnik         | Konkurencja      | Wyścig | Wyścig | Wyścig | Wyścig | Wyścig | Wyścig | Wyścig | Wyścig   | Wyścig   | Wyścig   | Wyścig   | Wyścig   | Wyścig   | Wyścig   | Wyścig   | Wyścig   | Wyścig | Wyścig | Wyścig | Wyścig | Wyścig | Wyścig  | Wyścig | Wyścig | Pozycja | Źródło |
| Zawodnik         | Konkurencja      | 1      | 2      | 3      | 4      | 5      | 6      | 7      | 8        | 9        | 10       | 11       | 12       | 13       | 14       | 15       | 16       | 17     | 18     | 19     | 20     | pkt.   | miejsce | SF     | F      | Pozycja | Źródło |
| ---------------- | ---------------- | ------ | ------ | ------ | ------ | ------ | ------ | ------ | -------- | -------- | -------- | -------- | -------- | -------- | -------- | -------- | -------- | ------ | ------ | ------ | ------ | ------ | ------- | ------ | ------ | ------- | ------ |
| Benyapa Jantawan | formuła kite (k) | 17     | 19     | 16     | 18     | DNC    | DNS    | —      | —        | —        | —        | —        | —        | —        | —        | —        | —        | —      | —      | —      | —      | —      | 19.     | NQ     | NQ     | 19.     | [ 49 ] |
| Joseph Weston    | formuła kite (m) | 19     | 17     | 17     | 11     | 19     | 17     | 17     | odwołany | odwołany | odwołany | odwołany | odwołany | odwołany | odwołany | odwołany | odwołany | —      | —      | —      | —      | —      | 18.     | NQ     | NQ     | 18.     | [ 50 ] |

Konkurencje z wyścigiem medalowym
| Zawodnik               | Konkurencja | Wyścig | Wyścig | Wyścig | Wyścig | Wyścig | Wyścig | Wyścig | Wyścig | Wyścig   | Wyścig   | Wyścig | Wyścig | Wyścig | Punkty | Finałowa pozycja | Źródło |
| Zawodnik               | Konkurencja | 1      | 2      | 3      | 4      | 5      | 6      | 7      | 8      | 9        | 10       | 11     | 12     | M*     | Punkty | Finałowa pozycja | Źródło |
| ---------------------- | ----------- | ------ | ------ | ------ | ------ | ------ | ------ | ------ | ------ | -------- | -------- | ------ | ------ | ------ | ------ | ---------------- | ------ |
| Sophia Montgomery      | ILCA 6      | 26     | 29     | 35     | 23     | 21     | 15     | 44     | 6      | 34       | odwołany | —      | —      | NQ     | 189    | 27.              | [ 51 ] |
| Arthit Mikhail Romanyk | ILCA 7      | 39     | 24     | 30     | 26     | 29     | 30     | 21     | 35     | odwołany | odwołany | —      | —      | NQ     | 195    | 35.              | [ 52 ] |